# اسید نیپکوتیک
اسید نیپکوتیک (انگلیسی: Nipecotic acid) یک بازدارنده جذب گابا است که در پژوهش‌های علمی به کار می‌رود.